# Don Heinrich
Donald Alan Heinrich (Chicago, 19 settembre 1930 – Saratoga, 29 febbraio 1992) è stato un giocatore di football americano statunitense che ha giocato nel ruolo di quarterback  nella National Football League (NFL) e nella American Football League (AFL). Fu scelto nel corso del terzo giro (35º assoluto) del Draft NFL 1952 dai New York Giants. Al college giocò a football all'Università di Washington.

## Carriera professionistica
Heinrich fu il quarterback dell'Università di Washington dal 1949 al 1952, guidando la nazione in yard passate nel 1950 e 1952 e stabilendo diversi primati dell'istituto. Fu scelto nel corso del terzo giro del draft 1959 dai New York Giants e con essi disputò tre finali del campionato NFL, inclusa quella vinta del 1956. Fu scelto dai neonati Dallas Cowboys nell'Expansion Draft del 1960 rimanendovi una sola stagione e concluse la carriera con gli Oakland Raiders della AFL nel 1962.

## Palmarès

### Franchigia
- Campionato NFL: 1

New York Giants: 1956

### Individuale
- College Football Hall of Fame

## Statistiche
| Yard passate  | 2 287 |
| Touchdown     | 17    |
| Intercetti    | 23    |
| Passer rating | 49,6  |